# Marc Azéma
Marc Antonin Azéma (* 25. August 1905 in Graissessac; † 12. Juli 1954 in Saint-Gaudens) war ein französischer Autorennfahrer.

## Karriere
Marc Azéma fuhr in den frühen 1950er-Jahren Monoposto- und Sportwagenrennen. Er startete für das Team von Deutsch & Bonnet zweimal beim 24-Stunden-Rennen von Le Mans. 1953 war er der Teampartner von Marc Gignoux und erreichte im DB HBR den 19. Gesamtrang. Der Einsatz 1954 endete nach dem Verlust eines Rades am DB HBR vorzeitig.
Marc Azéma verunglückte am 11. Juni 1954 beim XVIIIè Circuit Automobile du Comminges, einem Rennen der Formule Monomill, schwer. Die Formule Monomill war eine von René Bonnet ins Leben gerufene Rennserie für kleine Monoposto-Rennwagen mit einem 0,85-Liter-Panhard-Zweizylindermotor. Azéma wurde mit schweren Verletzungen in ein Krankenhaus nach Saint-Gaudens gebracht, wo er einen Tag später starb.

## Statistik

### Le-Mans-Ergebnisse
| Jahr | Team                          | Fahrzeug | Teamkollege        | Platzierung | Ausfallgrund |
| ---- | ----------------------------- | -------- | ------------------ | ----------- | ------------ |
| 1953 | Automobiles Deutsch et Bonnet | DB HBR   | Marc Gignoux       | Rang 19     |              |
| 1954 | Ecurie Jeudy-Bonnet           | DB HBR   | Alphonse de Burnay | Ausfall     | Rad verloren |

### Einzelergebnisse in der Sportwagen-Weltmeisterschaft
| Saison | Team             | Rennwagen | 1   | 2   | 3   | 4   | 5   | 6   | 7   |
| ------ | ---------------- | --------- | --- | --- | --- | --- | --- | --- | --- |
| 1953   | Deutsch & Bonnet | DB HBR    | SEB | MIM | LEM | SPA | NÜR | RTT | CAP |
| 1953   | Deutsch & Bonnet | DB HBR    |     | DNF | 19  |     |     |     |     |
| 1954   | Deutsch & Bonnet | DB HBR    | BUA | SEB | MIM | LEM | RTT | CAP |     |
| 1954   | Deutsch & Bonnet | DB HBR    |     |     | DNF | DNF |     |     |     |